# Lucien Rérolle
Stanislas Edgard Lucien Rérolle (* 27. August 1863 in Lyon, Frankreich; † 22. Januar 1912 in Paris, Frankreich) war ein französischer Karambolagespieler, Rechtsanwalt und Autor.

## Karriere
Rérolle studierte an der Université Jean Moulin in Lyon Rechtswesen und dissertierte 1888 dort in den Fachgebieten Römisches und Französisches Recht, über das er später auch Bücher schrieb. Nach seiner Dissertation arbeitete er als Rechtsanwalt am Berufungsgericht in Lyon. 1903 war Rérolle Goldmedaillengewinner der ersten Cadre 45/2-Weltmeisterschaft der Profis. Ausgerichtet wurde sie vom französischen Weltverband Fédération Française de Billard (FFB). Als Amateurspieler nahm er 1904 an der ersten Cadre-35/2-Weltmeisterschaft in Paris teil. Sie wurde von der 1903 gegründeten Fédération des Sociétés Françaises des Amateurs de Billard (FSFAB) ausgerichtet. Rérolle konnte bis 1909 fünfmal die Goldmedaille gewinnen und zweimal Silber.
Ab 1910 nahm er nicht mehr an den Weltmeisterschaften teil und verstarb mit nur 48 Jahren 1912 in Paris.

## Erfolge
- FSFAB Weltmeisterschaften im Cadre 35/2 und 45/2:  1904–1907, 1909  1908 (2×)
- Cadre-45/2-Weltmeisterschaft:  1903

Quellen: 

## Publikationen
- Pro socio : Droit français : De la Communauté de biens réduite aux acquêts et de sa combinaison avec le régime dotal (1880)
- Du Colonage partiaire et spécialement du métayage : histoire, droit, jurisprudence, législation, économie politique et rurale (1888)
- Le colonage partiaire en droit romain et en droit français (1888)